# INTERNET YAMERO
「INTERNET YAMERO」（インターネットやめろ）は、KOTOKOによる楽曲。Aiobahnが作曲・編曲し、にゃるらが作詞をしている。

## 概要
KOTOKOにとっては前作「Fastest!」より約1年2ヶ月ぶりのシングルで、配信限定シングルとしては「INTERNET OVERDOSE」以来、約1年10ヶ月ぶりとなる。

## 題材
コンピュータゲーム『NEEDY GIRL OVERDOSE』を主題としており、同作の主題歌である「INTERNET OVERDOSE」の続編として制作された。現代のインターネット文化を反映させている一方で、レトロな美少女ゲームと一昔前のインターネット文化へのリスペクトが込められている。
Aiobahnは、1990年代のサウンドを再現することが目標の一つだった「INTERNET OVERDOSE」と対照的に、本楽曲は目標を定めず、完全に意識の流れで作ったと述べている。

## 反応
「INTERNET YAMERO」は公開後1週間で220万回再生され、ミュージック・ビデオに登場するダンスを踊った動画やパロディ動画がTikTokに多数投稿されるなど人気を博した。2023年7月7日までに再生数は1800万回を記録した。本楽曲は4月20日付のSpotify国内バイラルチャートで1位となり、Billboard JAPAN「Top User Generated Songs」で10位となった。
KAI-YOUの草野虹は、本楽曲について「情報社会に生きる人々の琴線に触れる」と評している。

## カバー
- 海原ミチル（小岩井ことり）、一星ルミナ（高橋花林）、四ノ宮心愛（由良朱合）、天堂はやて（天麻ゆうき）- 2023年5月24日にゲーム『D4DJ Groovy Mix』に追加収録。
- 烏森大黒（Lynn） - 2024年5月19日にゲーム『ワールドダイスター 夢のステラリウム』に追加収録。
- 夢見りあむ（星希成奏） - 2025年1月22日発売のアルバム『THE IDOLM@STER CINDERELLA MASTER Passion jewelries! 004』に収録。